# A Pendragon legenda (regény)
A Pendragon legenda Szerb Antal 1934-ben megjelent regénye, az író egyik legismertebb és legfontosabb szépirodalmi alkotása. Műfaja az esszéregény, bűnügyi regény, kalandregény és kísértethistória keveréke, és ugyanezeknek a paródiája, maga az író filológiai detektívregénynek nevezte.
Az esszéregény megalapozza a detektívtörténetet. A detektívtörténet előhívja a kísértet-históriát. A kísértet történet megkérdőjelezi az előbbi kettőt. Ad absurdum viszi az esszé-regény feltételezéseit. Más dimenzióba helyezi a detektívtörténet bonyodalmait. Így áll össze a csodaigézte filozopter egyszeri mesterművé.
A korabeli kritikusok többsége kedvezõen fogadta a regényt, melynek 1944-ben második kiadása is megjelent Rózsakereszt címmel.

## Háttere
Szerb Antal jó ismerője volt az angol irodalomnak, és több utazást tett Angliában; 1929-ben pedig ösztöndíjasként hosszabb ideig ott tartózkodott. Az angol kultúra iránti rokonszenve már korábban is megmutatkozott: Tanulmányt írt Chestertonról és Huxleyról, valamint egy áttekintést Az angol irodalom kistükre címmel. A Pendragon legenda stílusjegyein kimutatható a korabeli angol próza hatása: a fordulatos, természetfeletti elemeket tartalmazó cselekmény Chesterton és John Cowper Powys, John Collier és David Garnett műveinek hangulatára emlékeztet, a szereplők Huxley és Virginia Woolf alakjaival állnak szellemi rokonságban.
Szerb a regény nagy részét angliai élményei nyomán, de már Párizsban írta 1932-ben. Egy kalandregényt írok, egy skóciai kísértetkastélyban játszódik, a többit el tudod képzelni. Remélem, ki tudok sajtolni belőle néhány pengőt. Realpolitik. A cselekmény helyszíne írás közben került át Skóciából Walesbe.
1932 júliusában így ír Párizsból: Már 170 tipografizált oldalam van. Elképesztő, ugye? Émelyítő giccset írtam, de talán pénzt fogok keresni vele. És még ebben a sötét szövegben is felcsillan néhol a tehetség.
A Pendragon legenda történetének és szimbolikájának egyik legfontosabb meghatározója a rózsakeresztes mozgalom. Szerb 1934 novemberében előadást tartott a Magyar Rádióban A rózsakeresztesek címmel, hasonló című esszéjét valószínűleg ennek kézirata alapján adták ki. Az esszé összefoglalja, hogy Szerb számára miből állt a mozgalom lényege; látható, hogy az itt említett motívumok (titkos társaságok, okkult tudás, keletről hozott bölcsesség, titokzatos szimbolikával rendelkező sírbolt, a test feltámadása) regényében is szerepet játszanak.

## Történelmi vonatkozások
Szerb Antal regényében ír az alkímia elértéktelenedéséről, a tudományos hozzáállás megváltozásáról, valamint a rózsakeresztesekről. Míg A Pendragon legenda ironikus nosztalgiával ugyan, de hihetőnek mutatja be a rózsakeresztesek elméletét, az esszé szerint az alapművek szerzője Johann Valentin Andreae, aki csupán szórakozásból írta ezeket.
A rózsakeresztesek társasága, Paracelsus, Christian Rosenkreutz és Robert Fludd valóban léteztek; a mozgalom alapművei valóban a Chymische Hochzeit, a Fama Fraternitatis R.C., illetve a Confessio Fraternitatis R. C. voltak.
A regénybeli Pendragon-család ősei, Llewelyn ab Iorwerth (Nagy Llewelyn,  kb. 1172-1240), illetve unokája, Llewelyn ap Gruffydd (Utolsó Llewelyn, kb. 1223-1282) létező történelmi alakok. Előbbi Gwynedd hercege volt, azonban de facto majdnem az egész Wales a fennhatósága alá tartozott, utóbbi pedig a független Wales utolsó uralkodója. A család többi tagja azonban az író teremtménye.

## Cselekmény
Az Earl of Gwynedd meghívja Bátky Jánost llanwygani kastélyába, hogy a családi könyvtárban folytathassa kutatásait a rózsakeresztesekkel kapcsolatban. Így a tudós belekeveredik egyrészt egy modern bűnügybe, ami egy hatalmas vagyon megszerzésére irányul, másrészt egy kísértethistóriába.
Pendragon bevezető mondatok

Probléma esetén lásd:Médiafájlok kezelése.
|  | Alább a cselekmény részletei következnek! |

A Londonban élő dr. Bátky János összeismerkedik az Earl of Gwyneddel, a walesi Pendragon-kastély urával. Az earl az okkult tudományok megszállottja; családjának története összefonódik a híres-hírhedt titkos társaság, a Rózsakeresztesek történetével. Az earl meghívja kastélyába dr. Bátkyt, hogy tanulmányozza a könyvtár kincseit. Bátkyt telefonon rövidesen megfenyegetik, ne üsse bele az orrát a Pendragonok dolgába. A British Museum könyvtárában megismerkedik egy Maloney nevű ír kalandorral, akiről kiderül, hogy szintén Pendragonba készül. Az út egy részét Bátky és új ismerősei autón teszik meg, amit egy titokzatos hölgy, Eileen St. Claire vezet. A nő egy gyűrűt bíz Bátkyra, hogy adja át az earlnek. Az earl elkomorodik, amikor meglátja a gyűrűt, és barátságtalan a jövevényekkel. Éjszaka Bátky nem tud aludni, kísérteties zajok gyötrik, rémeket lát. A második napon összebarátkozik az earl unokahúgával, Cynthiával, udvarolni kezd neki. Minthogy a kastélyban és környékén egyre rémisztőbb dolgok történnek, a romantikus Bátky egyre inkább Cynthia védelmezőjének tekinti magát. Éjjel az earl ellen merényletet követnek el; többen Maloney-t gyanúsítják. A közeli faluban a helyi próféta az idők végezetét jövendöli, és azt, hogy felbukkan a Pendragon legendakörből származó „éjféli lovas”.
Dr. Bátky megismeri a kastély különc lakóit, az értékes könyvtárat és az earl titokzatos kísérleteit. Az earl a Pendragonok jelmondatának – „Hiszek a test feltámadásában” –, valamint a rózsakeresztes mágia tanainak megfelelően az élet meghosszabbításának rejtélyével foglalkozik; titkos laboratóriumában barlangi gőtéket, axolotlokat boncol. Amikor újabb merénylet történik az earl ellen, Maloney furcsa körülmények között meghal: kitekerik a nyakát, és ledobják a várfalról. Dr. Bátky szerint az „éjféli lovas” ölte meg az orgyilkost. Az earl végül bizalmába fogadja Bátkyt, és egyik beszélgetésük közben kiderül, hogy a Pendragonok családi sírboltjának titkairól beszámoló emlékirat a British Museum tulajdonába került. Az earl dr. Bátkyt küldi Londonba, hogy szerezze vissza a kéziratot. Londonban Bátky újra találkozik Eileennel, aki Maloney haláláról érdeklődik. Eileen testi kegyeiért cserébe próbálja kiszedni Bátkyból az igazságot. Amikor Bátky visszatér a szállására, kiderül, hogy a kéziratot ellopták. Felbukkan dr. Morvin (Eileen szövetségese), és felvilágosítja Bátkyt, hogy olyan bűnügybe keveredett, melynek középpontjában egy hatalmas örökség megszerzése áll. Egy Roscoe nevű milliárdos örökségéről van szó, aki egykor az earl apjának legjobb barátja volt. Kiderül, hogy Eileen St. Claire és Mrs. Roscoe egyazon személy, valamint az is, hogy amennyiben Roscoe nem természetes halállal halt meg, akkor a vagyont nem az özvegy örökli, hanem az earl. Morvin felvilágosítja, hogy a kézirat nála van, és mindent úgy rendeztek el, hogy a merényleteket illetően Bátkyra terelődjék a gyanú. Bátky kétségbeesik, ám kiderül, hogy a szomszéd asztalnál vacsorázó két hindu közül (kik végighallgatták a beszélgetést) az egyik az earl unokaöccse, Osborne, a másik pedig Bátky régi ismerőse, Lene Kretzsch, Berlinből, hindunak maszkírozva. Bátky szerepe tisztázódik, a kéziratot elveszik Morvintól.
A kézirat rávilágít a Pendragonok és a Rózsakeresztesek, illetve az earl és az „éjféli lovas” kapcsolataira. Kiderül, hogy Asaph Christian Pendragon időnként sírjából kikelve védelmezi leszármazottait; ő a titokzatos „éjféli lovas”. Asaph szeretné megalkotni az alkimisták Nagy Művét, de nem sikerül. Ezért emberáldozatra készül, elrabol egy kisfiút az earl birtokához tartozó faluból. Itt a regény okkult-mágikus és bűnügyi vonalvezetése összekapcsolódik. Az örökösök újabb támadást indítanak az earl ellen, mert tudják, hogy az earl bebizonyította: Roscoe nem természetes halállal halt meg, hanem meggyilkolták.
Az earl kénytelen elhagyni a kastélyt, hogy az elrabolt gyereket visszaszerezze az éjféli lovastól. Közben Bátky, Cynthia, Osborne és Lene az earl keresésére indul. Elszakadnak egymástól, és Bátky elindul a szomszéd faluba, hogy rendőröket hívjon segítségül. Az úton titokzatos építményhez érkezik, ahol sátáni rituáléra kerül sor. Az earl ugyanis visszakapta a gyereket az éjféli lovastól, de cserébe átengedte neki volt szerelmét, Mrs. Roscoe-t. Bátky szemtanúja lesz a borzalmas rítusnak, melynek végpontján a Sátán megjelenik Asaph Pendragon előtt, aki visszaretten az Opus Magnum véghezvitelétől, visszafekszik sírjába, és megöli magát. Az earl és dr. Bátky felkeresik Asaph sírját, látják a tőrrel szíven szúrt halottat, így meggyőződnek róla, hogy a történet nem afféle lázálom volt. Cynthia Svájcba utazik, majd egy angol katonatiszt menyasszonya lesz; dr. Bátky pedig híressé válik a titkos társaságok és az okkultizmus szakértőjeként.
|  | Itt a vége a cselekmény részletezésének! |

## Szereplők
- Bátky János, narrátor, az író önmagáról rajzolt paródiája. Maga nem jó ember, nem is rossz ember, az intellektuelre nem húzhatók ezek a kategóriák.
- Asaph Christian Pendragon, Gwynedd hatodik earlje
- John Bonaventura Pendragon, Gwynedd tizenharmadik earlje
- Owen Alastair John Pendragon of Llanvygan (45), Gwynedd tizennyolcadik earlje, ...egészen dónkihotosan arisztokratikus ember
- Cynthia Pendragon, Owen Pendragon unokahúga, Osborne Pendragon nővére
- Osborne Pendragon (18), Owen Pendragon unokaöccse, Cynthia Pendragon öccse
- Rogers főkomornyik
- John Griffith, Owen Pendragon szolgálója
- Dafyd Jones, a falu lelkésze
- Jane Jones, a lelkész nővére
- Pierce Gwyn Mawr, a falu prófétája
- Alexander Seton, a Pendragon család ügyvédje
- Lene Kretzsch, Bátky ismerőse
- Eileen St. Claire, Owen egykori szerelme, William Roscoe özvegye
- James Morvin, a Roscoe-család házi orvosa
- George Maloney, a connemarai sziklamászó
- Lady Malmsbury-Croft
- Fred Walker
- Cecil B. Howard, a British Museum tisztviselője
- Pat O'Brient, Maloney ismerőse Connemaréból
- Mansfield, farmer

## Fogadtatása és hatása
A regényt megjelenése évében, illetve a következő évben ismertette többek között az Erdélyi Helikon, a Pásztortűz, az Írás, illetve a Nyugat.
A kortárs kritikusok többnyire André Gide, Aldous Huxley és G. K. Chesterton hatását említették. Három könyvet konkrétan is megneveztek: Huysmans: Ott lent (Là-bas), Maugham: A mágus és Meyrink: A nyugati ablak angyala regényét.
Thurzó Gábor korabeli kritikája szerint: izgalmas detektívregény a legjobb iskolából, hátborzongató kísértethistória és sokszor apokrif bájú, sokszor meg valóban tudományos érdekességű essay a rózsakeresztesekről”.
A hivatásos zsáneríró szerepében való jelentkezésre céloz Hevesi András korabeli kritikája is: Ritkán jelentkezik új író, aki ennyire hivatása magaslatán van, ennyire szakembere az írásnak. ... Szerb Antal abban különbözik a régi kísértethistóriák szerzőitől, hogy azok szigorú, pedáns racionalisták voltak: a hátborzongató, vérfagyasztó kísértetről kiderül mindig, hogy eleven ember. Szerb Antal kísértete [...] csakugyan az ős szelleme, jobban mondva maga az ős, akit okkult tudományokkal épségben tartottak sírjában..
Illés Endre Nyugat-beli bírálata: Bravúrosabb analíziseket esszékben is ritkán olvashatunk, mint itt: valóság, legenda, hazugság, misztikum és költészet tökéletes elhatárolását. Mennyi szaktudás egy tréfa kedvéért, mennyi olvasottság egy aforizmában, s mennyi megvesztegető szélhámosság ott, ahol a regényíró egy pillanatra behunyja a szemét. ... Egyetlen fogyatékossága: a misztikus elemeket végül sem sikerült valami szellemes szublimálással valósággá vagy hazugsággá átváltoztatni.
Egy kevésbé pozitív kritika szerint [a] végén az olvasó csalódottan teszi le a könyvet. A megoldás nem elégíti ki, valahogy túlságosan kiábrándítólag hat annak leleplezése, hogy a könyv megírása nem írói élmény volt, hanem csak irodalmi kísérlet. A kísérlet sikerült, de ennek az olvasó illúziója vallja kárát. Az olvasó kényelmetlenül eszmél rá, hogy egy ügyes utánzatot túlfizetett.

### Hegedüs Géza kritikája (1976)
„Aligha vitatható, hogy szépirodalmi fő műve A Pendragon legenda. Ennek az 1934-ben először megjelent és azóta nagyon sokszor újra kiadott regénynek előzménye egy ösztöndíjjal Angliában töltött esztendő emléke. Hőse Bátky János, az angol szakos magyar bölcsész, aki okosságával, örök kíváncsiságával és filozopter kétbalkezességével az író önparódiája. Bátky régi angol kéziratokat tanulmányoz, és belekerül egy olyan bonyolult és mulatságos történetbe, amelyről maga sem tudja kideríteni, hogy bűnügy-e vagy erotikus kaland vagy kultúrtörténeti felfedezés vagy valamilyen misztikus titokban rejtező igazság. Ez a regény sosem volt keveréke a régi angol kísértetregények paródiájának, a hajdani rózsakeresztes tanítások ismeretterjesztésének, bűnügyi regények sajátos változatának, a kutató filozopter gúnyképének, finoman erotikus regénynek, angol archeológiának és a tétovázásnak, hogy az érthetetlent fogadjuk-e el misztikus, örök titokként, vagy felvilágosodott elmével nevessünk-e rajta. Kevés mulatságosabb regényt írtak magyar nyelven. De benne van Szerb Antal egész habozó világnézete racionalizmus és irracionalizmus között. A magánéletében dogmamentesen vallásos és ugyanakkor minden hitben kételkedő Szerb Antal egész filozófiai bizonytalansága nemcsak benne van ebben a fölöttébb szórakoztató könyvben, hanem egyben ugyanennek a bizonytalan világnézetnek a fölényes kritikája is kiolvasható belőle. A végső kicsengés mégis az, hogy végérvényesen nem értjük, ami a leglényegesebb a világban. Egy misztikus titokkal kacérkodó, de végső véleményt nem vállaló, nagyon nagy műveltségű ember vallomása ez humoros kalandregényben elbeszélve. És aki elolvassa, közben észrevétlenül igen nagy kultúrtörténeti anyag birtokába jut.
Ismeretterjesztő kalandregény, de úgy is mondhatnám, hogy egy tudós erotikus kalandsorozata az angol kultúrtörténetben; de még úgy is mondhatom, hogy szörnyűséges titkokról szóló humoros történet. Nem emlékeztet sem itthon, sem a világirodalomban semmilyen más regényre. A magyar irodalom legvilágirodalmibb remekművei közé tartozik, de közben ugyanennek a műnek a paródiája is. Ha csak ezt írta volna, már ezzel is előkelő helyet biztosít magának irodalmunkban.”

### Havasréti József értékelése (2019)
Havasréti József 2019-ben Szerb Antalról írt könyvét a Magvető adta ki. A szerző Szerb Antal számos művét elemzi mélyrehatóan, az alfejezet címek a könyvből származnak.

#### Peremműfaj és exkluzivitás
Szerb esetében a megfelelő viszonyítási pont az a sajátos átmeneti regiszter, amely az elit irodalomnak íródik, de valahogy mégis belekeveredik egy lektűrbe hajló árnyalat; a midcultnál több, az igazán jelentékeny irodalomnál kevesebb. Szerb regényében nagyon sok olyasféle szituáció található, melyek meghatározták a korszak hazai lektűrirodalmát: a látszat, a szerepcsere, a megtévesztés, a kamuflázs olyan írók és drámaírók műveiben kihagyhatatlan hatáselemek, mint Heltai Jenő, Molnár Ferenc vagy éppen Rejtő Jenő.

#### Az okkult-mágikus világkép
A Pendragon legenda két meghatározó kulturális kontextusban helyezkedik el, az egyik a populáris zsánerek rendszere, a másik pedig a kulturális exkluzivitás. A populáris zsáner alkotóelemei a gyilkosság, a pszichózis, a szerelem, az árulás, a kísértet. A kulturális exkluzivitás jelölõi a regényben fontos szerepet játszó titkos társaságok, valamint az okkult-mágikus tudás: mágikus, okkult, ezoterikus, hermetikus.
A mágia a természetfeletti hatalmakat, a természet erőit, az emberi viselkedést közvetlenül uralni próbáló, ennek során különféle varázseszközöket alkalmazó gyakorlat. Az okkult tudás a titkos tudás, ezt képviselték és művelték az olyan reneszánsz mágusok, mint Agrippa, Paracelsus, Dee vagy a regényben is többször hivatkozott Robert Fludd. Az ezoterikus tudás a beavatottak tudása, az exoterikus-nyilvános tudást mindenki birtokolhatja és megértheti, az ezoterikust csak a kiválasztottak. A hermetizmus a reneszánsz idején kialakuló, a pogány-antik természetfilozófiából, a neoplatonista filozófiából, valamint a kabbala és a keleti mágia tanításaiból összetevődő okkult gondolatkör.
A rózsakeresztesség szerepe A Pendragon legendában erősen összetett: egyrészt lényeges dramaturgiai szerepe van a történet kibontakozásában, másrészt (művelődéstörténeti díszleteitől függetlenül) a titkos tudás hagyományozódásának és a jelenbe való betörésének jelképe. A szó szerinti olvasat magát a titkos társaságot jelenti, ugyanakkor a titkos tudás öncélú, csupán önmagát jelentő intézményesülésének szimbolikus jelölője is, afféle (mint Umberto Eco megjegyzi) üres titok.
Szerb a rózsakeresztes legenda színhelyét Németországból Walesbe helyezte, az alapító Christian Rosencreutz személyét pedig megfeleltette  Asaph Pendragonnak, Gwynedd hatodik earljének.

#### A regény szociális miliője
A Pendragon legenda társadalomábrázolásának részleteivel kevesen foglalkoztak, ugyanis a társadalmi környezet, melyben a cselekmény bonyolódik, a hazaihoz képest idegen miliő, távol esik az osztálykülönbségek terhétől összeroppanni készülő harmincas évekbeli magyar társadalomtól. Másrészt a társadalmi kozmosz, melyet bemutat, stilizált, már-már üvegházi jellegű: életidegen, különös passziókkal átszőtt, meghökkentő csodabogarakkal benépesített. A regény okkult jelentésszintjét kiegészíti és izgalmasan árnyalja a regénybe beépített társadalmi tapasztalatok és megfigyelések rétege. Az egyes szám első személyű elbeszélés miatt szinte mindent dr. Bátky szemszögéből látunk, ennek ellenére megkülönböztethető két eltérő perspektíva. Az egyikben a szereplők fentről lefelé tekintenek (az arisztokraták figyelik az alsóbb társadalmi osztályokat), a másikban lentről felfelé látjuk a szereplőket (a középosztályi hős figyeli az arisztokratákat).
A szereplőkben az etnikai percepcióval kapcsolatos sztereotípiák összegződnek: a magyar érzelmes és lovagias, az angol merev és hóbortos, a skót ravasz és megbízható, az ír merész, irracionális és titokzatos, a walesi egzaltált, viszont félig kontinentális; ennyiben előnyére különbözik a karót nyelt angoloktól. Az egyetlen német szereplő, Lene Kretzsch, az energikus, valamint praktikus német típus megtestesülése. A karakterek nemi, etnikai, illetve társadalmi jellemzéséhez kapcsolódnak a regényben található sokatmondó nevek. Lene Kretzsch pregnáns németségű nevéről már szó esett; Cristofoli: egyrészt Kristóf, Szerb második keresztneve, másrészt a latinos temperamentum hordozója. Eileen St. Claire: egyrészt Szent Klára, másrészt Lakner Klára, Szerb ifjúkori nagy szerelme. Az ostoba ír behemót: Maloney, azaz dinnye. Owen Alaistair Pendragon: a második név a hírhedt feketemágus, Aleister Crowley keresztneve. Talán a Roscoe-bandához tartozó orvos – egy zöld színű, szörnyű degenerált külsejű ember – is megemlíthető: dr. Morvin a német Morfium és az angol morphin szavak összeolvasásának tekinthető.
A nemek kérdését illetően szerepet kap Szerb egyik vesszőparipája: az intellektus és a nők összeférhetetlensége. Az intellektuális elfoglaltság árt a nőknek, a nők zavarják a filológiai elmélyülést, nem szabadna beengedni őket a könyvtárakba. A Cynthiához való viszonyban sorjáznak Szerb rögeszméi. Egyrészt a gondolat, hogy a nő értékét nem önmaga adja, hanem az, amit képvisel: Cynthia esetében az, hogy brit, hogy történelmi név viselője, hogy arisztokrata.

#### Nyilvánosság-szociológia és kamuflázs-esztétika
A regény centrumában három ellentétpár (ősi teológia vs. okkult bazár; okkult-mágikus exkluzivitás vs. társadalmi-kulturális exkluzivitás; társadalmi titkolózás vs. társadalmi nyilvánosság) keresztezi egymást.
A regény belső történetfilozófiai íve így egyrészt az ősi teológia  (prisca theologia), másrészt a modern okkultizmus (ezoterikus tanítások, teozófia, spiritizmus, antropozófia stb.) elemeit kínáló okkult bazár végpontja között feszül: a hiteles tudás előbb megnyilatkozik, aztán elrejtőzik, majd szakaszosan napvilágra bukkan, végül karneváli formát ölt.

## Magyar és nemzetközi kiadások
A felsorolás az Országos közös katalógus és könyvtárközi kölcsönzés adatai alapján készült. A nem önálló megjelenések nem szerepelnek a listában. A [] írt évszámok bizonytalanok. ISBN forrás: moly.hu

### Magyar kiadások
A magyar kiadásoknál csak a címvariánsokat tüntettük fel.
- Budapest, Franklin, [1934],
- Rózsakereszt, alcím: a Pendragon-legenda, Budapest, Franklin, [1944],
- Budapest, Magvető, 1957, illusztrálta: Győry Miklós
- Budapest, Magvető, 1962, utószó: Hegedüs Géza, illusztrálta: Győry Miklós
- Budapest, Magvető, 1968, 1974, 1977, 1992 ISBN 9631419096, 1993 utószó: Hegedüs Géza
- Budapest, Magvető Könyvkiadó, 2000, utószó: Duró Gábor
- Budapest, Magvető, 1968, 1974, 1977, 1992, 1993, 2000 ISBN 9631422046, [2002], 2003 ISBN|963142390X, 2005 ISBN 963142460x, 2006 ISBN 963142460X, 2007 ISBN 9789631427974, 2008 ISBN|963142460, 2010 ISBN 9789631424607, 2010, 2011 ISBN 9789631424607, 2013 ISBN 9789631424607, 2014 ISBN 9789631424607, 2015 ISBN 9789631424607, utószó: Hegedüs Géza

- Budapest, Szépirodalmi Könyvkiadó, 1964, illusztrálta: Szántó Piroska
- Budapest, Akkord, cop. 2016 ISBN 9789632520971, [2019], [2020]
- Szeged, Lazi, 2016 ISBN 9789632672526
- Budapest, Helikon Kiadó, 2017 ISBN 9789630987141, 2019 ISBN 9789634792444, 2020 ISBN 9789634795490
- Budapest, Kossuth Kiadó, 2017 ISBN 9789630988285
- Budapest, Libertine Könyvkiadó, 2022 ISBN 9786158189569

### Külföldi vagy idegennyelvű kiadások
- Pendragonská přišera, Praha, fordító: Papik, 1946 ISBN 80-85974-43-6, előszó: Kraus
- Bratislava, Szlovákiai Szépirodalmi Kiadó, 1957, illusztrálta: Győry Miklós
- The Pendragon legend, Budapest, Corvina Könyvkiadó, 1963, előszó: Hegedüs Géza
- Die Pendragon-Legende, Budapest, Corvina, 1966, 1968 fordító: Englné Schade Henriette
- Bratislava, Tatran, 1968, utószó: Hegedüs Géza
- Legenda Pendragonów, Warszawa, Czytelnik, 1971, fordító: Ella Maria Sperlingowa
- Prázdny hrob, Bratislava, Epocha, 1972, előszó: Marta Lesná
- Die Pendragon-Legende, Budapest, Corvina, [1977], Englné Schade Henriette
- Bukarest, Kriterion, 1979 ISBN 9630718723
- Legenda o Pendragonu, roman, Murska Sobota, Pomurska založba, 1980, bevezető: Beatrice Logar
- Pendragonská legenda, Praha, Odeon, 1985, Eva Irmanová
- Legenda Pendragonów, Warszawa, Czytelnik, 1987, Ella Maria Sperlingowa
- La leggenda di Pendragon, [romanzo], Roma, e, 1989, fordítás: Bruno Ventavoli, utószó: Bruno Ventalovi
- La légende de Pendragon, Aix-en-Provence, Alinéa, 1990, fordítás és utószó: Natalia Zaremba-Huzsvai és Charles Zaremba
- Pendragonská legenda, Praha, Aurora, 1998, Eva Irmanová
- La légende de Pendragon, Paris, kiadó: Ibolya Virág, 1998, 2002, fordítás és utószó: Natalia Zaremba-Huzsvai és Charles Zaremba
- Legenda Pendragon, Cluj-Napoca, Dacia, 1999, fordítás: Gabriela Leoveanu, bevezető: de Mircea Muthu
- La leggenda di Pendragon, Roma, 1999, fordítás: Ventavoli Bruno
- La leyenda de los Pendragon, Madrid, Siruela, cop. 2004, fordító: Xantus Judit
- Die Pendragon-Legende, München, Deutscher Taschenbuch Verl., 2005, 2007, fordító: Susanna Groβmann-Verndrey, utószó: Poszler György
- The Pendragon legend, London, Pushkin Press, 2006, 2007, 2010 fordító: Len Rix
- De Pendragonlegende, Amsterdam, Van Gennep, 2006, fordító: Dandoy Györgyi (holland)
- Pendragonin legenda, Jyv, Atena, 2008, Juhani Huotari
- Legenden Pendragon, Stockholm, Sivart, 2010, Susanna Fahlström
- Legenda o Pendragonu, Beograd, Stubovi kulture, 2010, Vickó Árpád

## Feldolgozások
- A regényből 1974-ben színes, 95 perc hosszú film készült A Pendragon legenda címmel a Budapest Játékfilmstúdió Vállalat gyártásában. A film rendezője és forgatókönyvírója Révész György, operatőre Illés György, vágója Kerényi Zoltánné, zeneszerzője pedig Ránki György volt. A főbb szerepeket Bujtor István (George Maloney), Darvas Iván (Earl of Gwynedd), Halász Judit (Cynthia Pendragon), Kállai Ferenc (Dr. Rehmer) és Latinovits Zoltán (Dr. Bátky János) játszotta. A további szerepeket Major Tamás, Moór Marianna, Schütz Ila, Tábori Nóra, Timár Béla és Tordai Teri alakította.[18][19]

- A Pendragon legenda – hangoskönyv. Budapest, Titis, 2004 és 2011 ISBN 9786155157011, felelős szerkesztő: Hajós Erzsébet, felolvassa Szervét Tibor.

- A pécsi Csorba Győző Könyvtár 2017-ben tizenhat oldalas füzetet adott ki A Pendragon legenda (ISBN 9789639043343) címmel. A füzetben filmismertetők, a könyv alapján készült film rendezőjének, az író és a főszereplők életrajzi adatai találhatók, érdekességek és kvízjátékok, a mellékletben filmkritikák vannak, amelyek segítségével könnyebben fel lehet készülni a foglalkozásokra.

- 1982-ben Bencsik Imre színpadi művé adaptálta Úriember jó kriptából címen. A darabot 1982-ben a kölni Theater am Dom mutatta be, itthon a premier a székesfehérvári Vörösmarty Színházban volt 1990-ben.[20]

- 1990-ben Bujtor István rendezésében mutatta be a székesfehérvári Vörösmarty Színház Bencsik Imre: Úriember jó kriptából című fantasztikus krimi-vígjátékát, a premier 1990. március 22-én volt. A főbb szerepeket Szakácsi Sándor, Tóth-Tahi Máté, Esztergályos Cecília, Szegedi Erika, Guttin András és Zenthe Ferenc alakította.[21] A darabot az ország számos pontján bemutatták. többek közt Tatán,[22] Salgótarjánban[23]

- A Budapesti Operettszínházban Kovács Adrián zeneszerző és Galambos Attila dalszövegíró alkotta meg a mű zenés színházi adaptációját; ennek bemutatója 2019. május 11-én volt.[24]

- 2021 novemberében a Budapest Bábszínház Ország Lili Studió Fábián Péter rendezésében A Szerb Antal-kód avagy a Pendragon legenda címmel mutatta be a regény átdolgozását.[25] Rejtélyes gyilkosság történik a budapesti Irodalmi Múzeumban: halva találják a Szerb Antal-kiállítás kurátorát, Sir Benedict Havasréti[26] professzort. A nyomozást a BRFK ambiciózus nyomozója, Mersz Inez vezeti, aki segítségül hívja dr. Láng Róbert gimnáziumi magyar tanárt, a professzor egykori szakmai jóbarátját. A nyomok okkult társaságok évszázados harcához vezetnek. Ahhoz, hogy kiderítsék, a professzornak miért kellett meghalnia, hőseinknek el kell olvasnia Havasréti gyerekkori naplóját, melyben felbukkan maga Szerb Antal, és benne foglaltatik a Rózsakeresztes Rend történetének egyik legtitkosabb fejezete is.